# Фёдоров, Александр Фёдорович (депутат)
Александр Фёдорович Фёдоров (7 августа 1871—27 декабря 1938) — крестьянин, депутат Государственной думы II созыва от Казанской губернии.

## Биография
По национальности чуваш. Из крестьян деревни Старые Урмары Цивильского уезда Казанской губернии (ныне Урмарского района Чувашской Республики). В 1885 году выпускник земской начальной школы в селе Новое Ишино Цивильского уезда. В 1900 прошёл под Москвой годичные земские курсы по строительству огнеупорных построек. С 1901 по 1915 был сезонным мастером Цивильского земства по постройке глинобитных домов. С началом революционных событий 1905—1906 организовал в Старых Урмарах кружок партии социалистов-революционеров, участвовал в подпольных сходках чувашских эсеров, занимался распространением нелегальной литературы. Был также земледельцем.
Был выборщиком в ходе избирательной кампании в Государственную думу I созыва, но избран не был, так как не набрал нужного числа шаров.

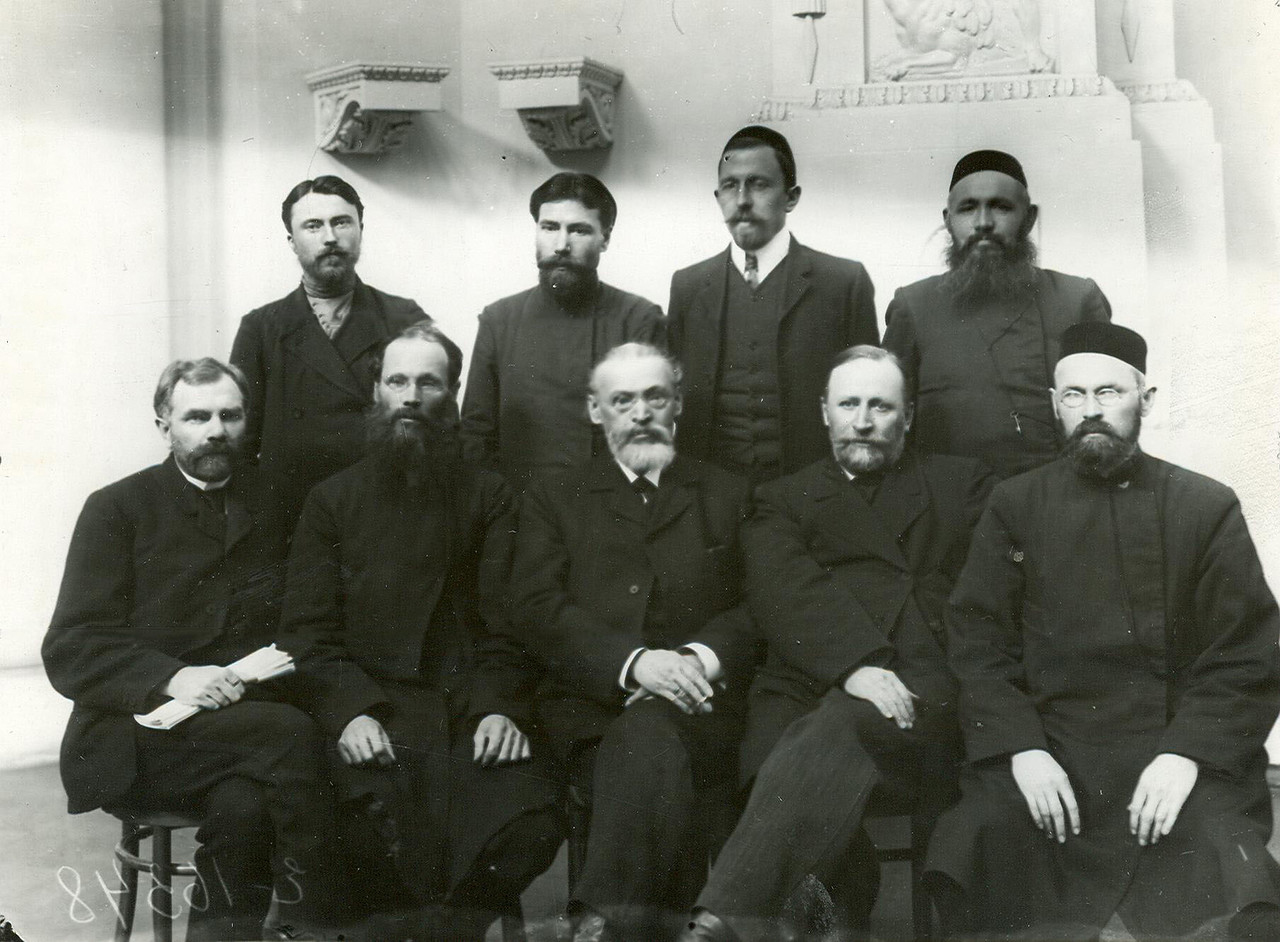
Группа депутатов II Государственной Думы от Казанской губернии. Стоят: Г. И. Петрухин, А. Ф. Фёдоров, С. Н. Максудов, Г. М. Мусин; сидят: З. М. Таланцев, М. В. Батуров, М. Я. Капустин, Д. А. Кушников, С. Т. Максютов.

6 февраля 1907 года был избран в Государственную думу II созыва от общего состава выборщиков Казанского губернского избирательного собрания. Сначала примкнул к Трудовой группе и фракции Крестьянского союза; затем вошёл в состав фракции Социалистов-революционеров. В думских комиссии не состоял и в прениях не участвовал. В своей депутатской квартире скрывал известного чувашского эсера Т. Н. Николаева. Совместно с Д. А. Кушниковым подписал депутатский запрос о восстановлении исключённых за участие революционных волнениях учеников 1-го класса Симбирской чувашской школы.
После разгона 2-й Государственной думы вернулся к крестьянскому труду у себя на родине. Пребывал под негласным надзором полиции, который продолжался вплоть до конца 1909 года. С 1907 гласный Цивильского уездного земского собрания, с 1913 по 1916 годы член уездной землеустроительной комиссии. Был членом комиссии по выборам присяжных заседателей, состоял попечителем земских школ Цивильского уезда. Содействовал открытию Староурмарской школы и организации кредитного общества. Состоял уполномоченным земства по постройке школы в селе Ковали. В 1909—1917 годах служил заведующим волостной бесплатной народной библиотекой. В 1913—1917 и в 1920-е годы член и руководитель ряда кооперативных организаций в Староарабосинской волости и Старых Урмарах.
После Февральской революции встал во главе Урмарской районной милиции, руководил Староарабосинским волостными продовольственным и общественной безопасности комитетами. В 1917—1918 годах — председатель Цивильской уездной продовольственной управы, а после её ликвидации возглавил продовольственный отдел уездного совета. Участвовал в съезде трудовиков и эсеров. На организационном съезде Совета крестьянских депутатов был избран председателем Староарабосинского волостного совета общественной безопасности и продкомитета, делегатом волостного съезда Советов, депутатом Цивильского уездного съезда Советов, членом ревизионной комиссии волсовета, был председателем Цивильской уездной продовольственной управы. После октября 1917 несколько раз был избирался делегатом волостного и Цивильского уездного съездов Советов. Являлся членом ревизионной комиссии волостного совета. В начале 1920-х гг. работал в посёлке Урмары в ссыпном пункте, заготконторе, на мебельной фабрике. Трудился над восстановлением мебельной фабрики «Eдинство» в Урмарах.
В советское время несколько раз был арестован по политическим мотивам. В 1919—1920 и 1929—1930 годах прятался от возможных арестов в Самарской губернии и Башкирской АССР.
Арестован 18 сентября 1930 года, находился под стражей в Чебоксарском Исправительно-трудовом доме (ИТД). Обвинялся статье 58 п. 10 УК РСФСР в том, что «Вёл скрытую агитацию против хозяйственно-политических кампаний проводимых Соввластью». 9 мая 1931 года оправдан с вердиктом: «Добытые материалы в процессе следствия не устанавливают наличие антисоветской деятельности. Следственное дело на гр. Федорова А. Ф. прекратить и сдать в архив, а из-под стражи немедленно освободить».
21 июля 1938 года арестован по обвинению в антисоветской деятельности. Скончался в ходе следствия в Цивильской тюрьме от туберкулёза лёгких. 8 января 1939 года УГБ НКВД Чувшской АССР обвиняло по ст. 58 п.10 УК РСФСР уже скончавшегося Фёдорова на том основании, что «Являлся активным членом Казанской организации эссеров, участником крестьянского съезда в г. Петрограде в 1917 г. от партии эссеров, а также распространял контрреволюционную эссеровскую литературу». Приговор установил: «Уголовное дело в отношении Федорова А. Ф. прекратить за смертью обвиняемого».
8 мая 2002 года реабилитирован прокуратурой Чувашской Республики, так как «Высказывания и действия Федорова А. Ф. не содержали состава преступления».

## Семья
- Жена — ?
  - Сын — Пётр (1897—1918), один из основателей Чувашской национально-социалистической партии, затем перешёл в партию левых эсеров. Член Чувашского левого социалистического комитета. Заведующий отделом связи и агитационно-политического Комиссариата по чувашским делам при Казанском губернском совете рабочих, солдатских и крестьянских депутатов; 8-12 и 21-30 июля 1918 года был временно исполняющим обязанности комиссара Казанского губсовета рабочих, солдатских и крестьянских депутатов. Участник обороны Казани от белочехов. После взятия города расстрелян белогвардейцами.[6]

### Рекомендуемые источники
- Матросов И. Иккĕмĕш Дума депутачĕ. // Коммунизм ялавĕ. — 1981. — 4 июнь.
- Матросов И. Революци ывăлĕ, теттĕмĕр ăна / И. Матросов // Коммунизм ялавĕ. — 1989. — 12 апр.
- Гусаров Ю. В. Депутат Государственной Думы // Их имена останутся в истории : биогр. очерки. — Чебоксары, 1994. — Вып. 2. — С. 44-48.
- Гусаров Ю. В. Федоров Александр Федорович // Краткая чувашская энциклопедия. — Чебоксары, 2001. — С. 426.
- Ухтияров А. Думу разгоняли то царь, то Временное правительство : к 100-летию Государственной Думы // Республика. — 2006. — 1 марта (№ 8). — С. 3.

### Архивы
- Российский государственный исторический архив. Фонд 1278. Опись 1 (2-й созыв). Дело 454; Дело 551. Лист 9.